# Pomnik zwycięstwa w Bolzano
Pomnik zwycięstwa (wł. Monumento alla Vittoria, niem. Siegesdenkmal) – pomnik w formie łuku triumfalnego, zlokalizowany w Bolzano (Bozen), stolicy autonomicznej prowincji Trydent-Górna Adyga.
Obiekt znajduje się na Piazza della Vittoria (Placu Zwycięstwa), w sercu tej części miasta, którą zaprojektował Marcello Piacentini, ulubiony architekt Benito Mussoliniego. Łuk powstał w latach 1926-1928, jako pamiątka zajęcia przez Włochy po zakończeniu I wojny światowej, odebranego Austrii Południowego Tyrolu. Jest monumentalnym obiektem typowym dla architektury faszystowskiej. Kolumny mają formę rózg liktorskich – jednego z symboli włoskich faszystów. Jako budowla bardzo kontrowersyjna (prowincja zamieszkiwana jest w większości przez ludność niemieckojęzyczną) pomnik stał się obiektem ataku bombowego w latach 80. XX wieku. Potem pokryły go warstwy antywłoskiego graffiti. 21 lipca 2014 łuk odnowiono, a w krypcie urządzono wystawę mającą na celu zbliżenie obu narodów, wyzbytą triumfującego kontekstu historycznego.